# Qaanaaqs kommun
Qaanaaqs kommun var en kommun på Grönland fram till 1 januari 2009. Från detta datum ingår Qaanaaq i den nya storkommunen Qaasuitsup. Aasiaat låg i amtet Avannaa. Huvudort var Qaanaaq.

## Byar
- Savissivik
- Mourisaq
- Siorapaluk
- Qeqertat
- Uummannaq (Dundas)
- Kangerluarsuk